# Menaming
Menaming is een bestuurslaag in het regentschap Rokan Hulu van de provincie Riau, Indonesië. Menaming telt 2367 inwoners (volkstelling 2010).